# Келті
Келті (англ. Kelty) — місто в області Файф, Шотландія. Розташоване у самому серці старого шахтарського центру Файфа, село знаходиться на кордоні Файф / Кінросс-Шир і має населення близько 6700 жителів. Кількість населення була майже 9000 осіб, коли вугільна промисловість ще працювала наприкінці 1970-х і на початку 1980-х років.